# 陈氏宗祠 (鄞州区)
29°43′18.69″N 121°28′51.07″E / 29.7218583°N 121.4808528°E
陈氏宗祠位于中国浙江省宁波市鄞州区姜山镇走马塘村，元代至民国建筑，为一进四合院，呈对称布局，中间三开间为建筑主体，右厢房为走马塘及陈氏临时小型历史陈列馆，2010年9月公布为鄞州区文物保护单位:430。